# Busot (kommun)
Busot är en kommun i Spanien.   Den ligger i provinsen Provincia de Alicante och regionen Valencia, i den sydöstra delen av landet, 400 km sydost om huvudstaden Madrid. Antalet invånare är 3 412. Arean är 34 kvadratkilometer. Busot gränsar till Aigües, Alicante, El Campello, Relleu och Jijona/Xixona. 
Terrängen i Busot är kuperad åt nordost, men åt sydväst är den platt.